# Liste der olympischen Medaillengewinner aus Guatemala
Das Comité Olímpico Guatemalteco wurde 1947 gegründet und noch im selben Jahr vom Internationalen Olympischen Komitee aufgenommen.

## Medaillenbilanz
Bislang konnten drei guatemaltekische Sportler drei olympische Medaillen erkämpfen (einmal Gold, einmal Silber, einmal Bronze).
| Guatemala bei den Olympischen Sommerspielen                                    | Guatemala bei den Olympischen Sommerspielen | Guatemala bei den Olympischen Sommerspielen | Guatemala bei den Olympischen Sommerspielen | Guatemala bei den Olympischen Sommerspielen | Guatemala bei den Olympischen Sommerspielen |      | Guatemala bei den Olympischen Winterspielen | Guatemala bei den Olympischen Winterspielen | Guatemala bei den Olympischen Winterspielen | Guatemala bei den Olympischen Winterspielen | Guatemala bei den Olympischen Winterspielen | Guatemala bei den Olympischen Winterspielen |
| Jahr                                                                           | Gold                                        | Silber                                      | Bronze                                      | Gesamt                                      | Rang                                        | Jahr | Gold                                        | Silber                                      | Bronze                                      | Gesamt                                      | Rang                                        |                                             |
| 1984                                                                           | 0                                           | 0                                           | 0                                           | 0                                           |                                             |      | 1984                                        | –                                           | –                                           | –                                           | –                                           | –                                           |
| 1988                                                                           | 0                                           | 0                                           | 0                                           | 0                                           |                                             |      | 1988                                        | 0                                           | 0                                           | 0                                           | 0                                           |                                             |
| 1992                                                                           | 0                                           | 0                                           | 0                                           | 0                                           |                                             |      | 1992                                        | –                                           | –                                           | –                                           | –                                           | –                                           |
| 1996                                                                           | 0                                           | 0                                           | 0                                           | 0                                           |                                             |      | 1994                                        | –                                           | –                                           | –                                           | –                                           | –                                           |
| 2000                                                                           | 0                                           | 0                                           | 0                                           | 0                                           |                                             |      | 1998                                        | –                                           | –                                           | –                                           | –                                           | –                                           |
| 2004                                                                           | 0                                           | 0                                           | 0                                           | 0                                           |                                             |      | 2002                                        | –                                           | –                                           | –                                           | –                                           | –                                           |
| 2008                                                                           | 0                                           | 0                                           | 0                                           | 0                                           |                                             |      | 2006                                        | –                                           | –                                           | –                                           | –                                           | –                                           |
| 2012                                                                           | 0                                           | 1                                           | 0                                           | 1                                           | 69                                          |      | 2010                                        | –                                           | –                                           | –                                           | –                                           | –                                           |
| 2016                                                                           | 0                                           | 0                                           | 0                                           | 0                                           |                                             |      | 2014                                        | –                                           | –                                           | –                                           | –                                           | –                                           |
| 2020                                                                           | 0                                           | 0                                           | 0                                           | 0                                           |                                             |      | 2018                                        | –                                           | –                                           | –                                           | –                                           | –                                           |
| 2024                                                                           | 1                                           | 0                                           | 1                                           | 2                                           | 60                                          |      | 2022                                        | –                                           | –                                           | –                                           | –                                           | –                                           |
| Gesamt                                                                         | 1                                           | 1                                           | 1                                           | 3                                           |                                             |      | Gesamt                                      | 0                                           | 0                                           | 0                                           | 0                                           |                                             |
| \| \| Gold \| Silber \| Bronze \| Gesamt \| \| Ges. S+W \| 1 \| 1 \| 1 \| 3 \| |                                             |                                             |                                             |                                             |                                             |      |                                             |                                             |                                             |                                             |                                             |                                             |
|                                                                                | Gold                                        | Silber                                      | Bronze                                      | Gesamt                                      |                                             |      |                                             |                                             |                                             |                                             |                                             |                                             |
| Ges. S+W                                                                       | 1                                           | 1                                           | 1                                           | 3                                           |                                             |      |                                             |                                             |                                             |                                             |                                             |                                             |

## Medaillengewinner
- Erick Barrondo – Leichtathletik (0-1-0)
London 2012: Silber, 20-km-Gehen, Männer
- Jean Pierre Brol – Schießen (0-0-1)
Paris 2024: Bronze, Wurfscheibenschießen (Trap), Männer
- Adriana Ruano – Schießen (1-0-0)
Paris 2024: Gold, Wurfscheibenschießen (Trap), Frauen